# Terremoti a Benevento
Questa è la lista dei terremoti distruttivi che hanno interessato la città di Benevento a partire dall'epoca del tardo impero romano.

## Principali eventi sismici
La città è situata in una zona soggetta a scosse telluriche relativamente frequenti. Si ricordano o sono attestati nel corso della sua storia almeno 15 terremoti di forte intensità:
- 21 luglio 369

Il primo terremoto attestato da cronache coeve, seppure piuttosto discordanti, rase al suolo la città. All'epoca Benevento era un fiorente centro culturale e artistico: dei suoi 200.000 abitanti la metà morì, andarono distrutte le sue 15 torri e gli importanti edifici e templi che ospitava. La città, essendo molto ricca e popolosa, fu subito ricostruita. Il prefetto Quinto Aurelio Simmaco, Seniore Corrector Campaniae, che vi si recò per l'occorrenza, scrisse al Senato Romano per elogiare l'abnegazione, lo slancio "patriottico" e la correttezza dimostrata dal popolo nella pronta opera di ricostruzione.
- 375 (IX Mercalli)
- giugno 847

Il terremoto, di intensità IX Mercalli, colpì Benevento in un periodo di crisi per il Principato di Benevento, essendo stato costituito nell'840 il nuovo Principato di Salerno.
- 25 ottobre 990
- 11 ottobre 1125 (VIII) Mercalli): le scosse durarono per 20 giorni.
- 22 gennaio 1138
- 4 settembre 1293 (terremoto del Sannio-Matese)
- 22 gennaio-9 settembre 1349 (terremoto dell'Appennino centro-meridionale)
- 5 dicembre 1456 (terremoto dell'Italia centro-meridionale)
- 30 luglio 1627 (terremoto della Capitanata)
- 5 giugno 1688 (terremoto del Sannio, X-XI Mercalli).

Rase al suolo la città. Un denso polverone si alzò sulla città fino ad oscurare il sole. I morti furono 2.115.
- 8 settembre 1694 (terremoto dell'Irpinia e Basilicata)
- 14 marzo 1702 (terremoto dell'Irpinia e di Benevento)
- 29 novembre 1732 (terremoto dell'Irpinia centrale)
- 3 giugno 1794
- 17 settembre 1885
- 23 luglio 1930 (terremoto del Vulture)
- 21 agosto 1962 (terremoto dell'Irpinia e del Sannio)
- 23 novembre 1980 (terremoto dell'Irpinia)